# 구러관
구러관(顾樂观, 1935년 1월 14일 ~ 2001년 6월 13일)은 중화인민공화국의 물리학자 겸 대학 교수를 지낸 정치인이다.

## 주요 이력
그는 자신의 모교인 충칭 대학교에서 교수와 총장 등을 지냈고 이후 1989년 8월에서 1997년 4월까지 중국공산당 예하 충칭 대학교 당위서기를 지냈고 이후 1997년 4월에서 이후 2001년 6월 13일을 기하여 별세할 때까지 중국공산당 이공과학교육행정특임고문 직위를 지냈다.
물리학자 장쩌자 前 교수와 정치가 허즈창 前 윈난 성장은 각각 그에게 충칭 대학교 선배이기도 하다.

## 학력
- 중화인민공화국 충칭 대학교 물리학과 학사
- 소련 레닌그라드 국립 공과학기술대학교 공과학기술대학원 물리학과 이학석사
- 소련 레닌그라드 국립 공과학기술대학교 공과학기술대학원 물리학과 이학박사